# Giuseppe Ascareggi
Giuseppe Ascareggi (Uzzano, 30 gennaio 1960) è un pilota motociclistico italiano.

## Carriera
Ascareggi inizia a correre nel motomondiale nella stagione 1980, quando con una Minarelli chiude al settimo posto il GP delle Nazioni nella classe 50, ottenendo subito un piazzamento a punti nella gara d'esordio. Proprio i 4 punti ottenuti nella gara in Italia, gli consentono di chiudere al 15º posto nella graduatoria piloti.
Nel 1981, con il supporto del team Italia, vince alla guida di una Minarelli la prima edizione del campionato Europeo della classe 50, chiudendo al primo posto due delle tre gare in calendario, realizzando 42 punti. Grazie alla vittoria ottenuta in ambito continentale, viene insignito dal CONI con la Medaglia d'argento al valore atletico. Sempre nel 1981 conclude all'ottavo posto con 28 punti nel motomondiale, salendo per la prima volta sul podio di una gara iridata in occasione del GP di Cecoslovacchia, dove Ascareggi si piazza al secondo posto.
Nel 1982 partecipa solo alle gare del motomondiale, alternandosi tra la classe 50 e la 125. Non ottiene punti in 125, mentre in 50 si posiziona quinto con 38 punti, facendo segnare la sua migliore stagione nel motomondiale in termini di piazzamento finale nella classifica iridata. 
Continua a partecipare contemporaneamente alla classe 50 ed alla 125 anche nel 1983, per poi correre solamente nella classe 125 a partire dal 1984, a seguito della soppressione della classe 50 dal motomondiale a fine della stagione 1983.
Ascareggi corre in 125 fino al 1986, senza ottenere piazzamenti a podio, per poi spostarsi nel 1987 nella classe 80 con una BBFT, motocicletta con cui corre anche la sua ultima gara nel motomondiale, il GP delle Nazioni del 1989, che conclude al settimo posto (curiosamente Ascareggi esordì nel motomondiale del 1980 sempre con un settimo posto al GP delle Nazioni).
L'ultima vittoria di rilievo di Ascareggi, prima del ritiro avvenuto al termine del 1989, è stata la vittoria del campionato Italiano Velocità del 1988 nella classe 80.

## Risultati in gara nel motomondiale

### Classe 50
| 1980 | Classe | Moto      |   |   |    |    |   |   |    |    |    |   |  |  |  |  |  | Punti | Pos. |
| ---- | ------ | --------- | - | - | -- | -- | - | - | -- | -- | -- | - |  |  |  |  |  | ----- | ---- |
| 1980 | 50     | Minarelli | 7 | - | NE | 17 | - | - | NE | NE | NE | - |  |  |  |  |  | 4     | 15º  |

| 1981 | Classe | Moto      |    |    |   |   |    |   |   |   |   |   |    |    |    |   |  | Punti | Pos. |
| ---- | ------ | --------- | -- | -- | - | - | -- | - | - | - | - | - | -- | -- | -- | - |  | ----- | ---- |
| 1981 | 50     | Minarelli | NE | NE | - | 4 | NE | - | - | - | - | 4 | NE | NE | NE | 2 |  | 28    | 8º   |

| 1982 | Classe | Moto      |    |    |    |   |   |   |    |   |    |    |    |    |   |    |  | Punti | Pos. |
| ---- | ------ | --------- | -- | -- | -- | - | - | - | -- | - | -- | -- | -- | -- | - | -- |  | ----- | ---- |
| 1982 | 50     | Minarelli | NE | NE | NE | 5 | 4 | 4 | NE | 5 | NE | NE | NE | NE | 3 | 11 |  | 38    | 5º   |

| 1983 | Classe | Moto      |    |   |   |   |   |    |     |   |    |    |    |   |  |  |  | Punti | Pos. |
| ---- | ------ | --------- | -- | - | - | - | - | -- | --- | - | -- | -- | -- | - |  |  |  | ----- | ---- |
| 1983 | 50     | Minarelli | NE | - | - | - | - | NE | Rit | - | NE | NE | NE | 7 |  |  |  | 4     | 19º  |

| Legenda | 1º posto        | 2º posto            | 3º posto            | A punti      | Senza punti        | Grassetto – Pole position Corsivo – Giro più veloce |
| Legenda | Gara non valida | Non qual./Non part. | Ritirato/Non class. | Squalificato | '-' Dato non disp. | Grassetto – Pole position Corsivo – Giro più veloce |

### Classe 80
| 1987 | Classe | Moto |    |  |  |    |  |  |  |    |  |    |  |   |  |    |    | Punti | Pos. |
| ---- | ------ | ---- | -- |  |  | -- |  |  |  | -- |  | -- |  | - |  | -- | -- | ----- | ---- |
| 1987 | 80     | BBFT | NE |  |  | 11 |  |  |  | NE |  | NE |  | 6 |  | NE | NE | 5     | 18º  |

| 1988 | Classe | Moto |    |    |     |   |   |   |    |    |    |     |    |    |    |   |    | Punti | Pos. |
| ---- | ------ | ---- | -- | -- | --- | - | - | - | -- | -- | -- | --- | -- | -- | -- | - | -- | ----- | ---- |
| 1988 | 80     | BBFT | NE | NE | Rit | 6 | 8 | 5 | NE | 10 | NE | Rit | NE | NE | NE | 5 | NE | 46    | 9º   |

| 1989 | Classe | Moto |    |    |    |  |   |  |    |  |  |    |    |    |    |  |    | Punti | Pos. |
| ---- | ------ | ---- | -- | -- | -- |  | - |  | -- |  |  | -- | -- | -- | -- |  | -- | ----- | ---- |
| 1989 | 80     | BBFT | NE | NE | NE |  | 7 |  | NE |  |  | NE | NE | NE | NE |  | NE | 9     | 21º  |

| Legenda | 1º posto        | 2º posto            | 3º posto            | A punti      | Senza punti        | Grassetto – Pole position Corsivo – Giro più veloce |
| Legenda | Gara non valida | Non qual./Non part. | Ritirato/Non class. | Squalificato | '-' Dato non disp. | Grassetto – Pole position Corsivo – Giro più veloce |

### Classe 125
| 1982 | Classe | Moto |  |  |  |    |  |     |  |     |  |  |  |  |    |    |  | Punti | Pos. |
| ---- | ------ | ---- |  |  |  | -- |  | --- |  | --- |  |  |  |  | -- | -- |  | ----- | ---- |
| 1982 | 125    | MBA  |  |  |  | 19 |  | Rit |  | Rit |  |  |  |  | NE | NE |  | 0     |      |

| 1983 | Classe | Moto |    |   |     |    |    |    |     |   |    |   |   |     |  |  |  | Punti | Pos. |
| ---- | ------ | ---- | -- | - | --- | -- | -- | -- | --- | - | -- | - | - | --- |  |  |  | ----- | ---- |
| 1983 | 125    | MBA  | NE | 8 | Rit | 28 | 12 | 24 | Rit | - | 18 | - | - | Rit |  |  |  | 3     | 23º  |

| 1984 | Classe | Moto |    |    |   |    |   |     |    |   |    |    |     |    |  |  |  | Punti | Pos. |
| ---- | ------ | ---- | -- | -- | - | -- | - | --- | -- | - | -- | -- | --- | -- |  |  |  | ----- | ---- |
| 1984 | 125    | MBA  | NE | 14 | 7 | NE | 7 | Rit | NE | - | NE | 20 | Rit | 17 |  |  |  | 8     | 12º  |

| 1985 | Classe | Moto |    |    |     |     |     |    |     |     |   |     |   |     |  |  |  | Punti | Pos. |
| ---- | ------ | ---- | -- | -- | --- | --- | --- | -- | --- | --- | - | --- | - | --- |  |  |  | ----- | ---- |
| 1985 | 125    | MBA  | NE | 11 | Rit | Rit | Rit | NE | Rit | Rit | 8 | Rit | 8 | Rit |  |  |  | 6     | 15º  |

| 1986 | Classe | Moto             |     |     |     |     |    |    |    |  |     |    |     |    |  |  |  | Punti | Pos. |
| ---- | ------ | ---------------- | --- | --- | --- | --- | -- | -- | -- |  | --- | -- | --- | -- |  |  |  | ----- | ---- |
| 1986 | 125    | Seel, Elit e MBA | Rit | Rit | Rit | Rit | NE | NQ | NQ |  | Rit | NQ | Rit | NQ |  |  |  | 0     |      |

| 1989 | Classe | Moto                |  |  |    |  |    |  |  |    |  |  |  |  |  |  |    | Punti | Pos. |
| ---- | ------ | ------------------- |  |  | -- |  | -- |  |  | -- |  |  |  |  |  |  | -- | ----- | ---- |
| 1989 | 125    | Sezzi-Rotax e Honda |  |  | NE |  | NQ |  |  | NE |  |  |  |  |  |  | NE | 0     |      |

| Legenda | 1º posto        | 2º posto            | 3º posto            | A punti      | Senza punti        | Grassetto – Pole position Corsivo – Giro più veloce |
| Legenda | Gara non valida | Non qual./Non part. | Ritirato/Non class. | Squalificato | '-' Dato non disp. | Grassetto – Pole position Corsivo – Giro più veloce |